# 그랜드 테프트 오토 V
《그랜드 테프트 오토 V》(영어: Grand Theft Auto V, GTA V, GTA5)는 록스타 노스가 개발하고 록스타 게임스가 배급하는, 그랜드 테프트 오토 시리즈 중 12번째 작품이다. GTA5는 2013년 봄에 출시될 예정이었으나, 같은 해 9월 17일로 연기되어 플레이스테이션 3와 엑스박스 360로 출시된 오픈월드 액션 어드벤처 비디오 게임이다. 이후 그래픽 및 성능 향상, 1인칭 시점, 기타 컨텐츠를 포함한 리마스터판이 플레이스테이션 4, 엑스박스 원 버전은 2014년 11월 18일에, 마이크로소프트 윈도우 버전은 두 차례 연기되어 2015년 4월 14일에 발매되었다.
시리즈 최초로 공식 자막 한국어화가 이루어졌다.
2023년 9월 17일 발매 10주년을 맞았다.

## 게임 플레이
그랜드 테프트 오토 V는 1인칭 또는 3인칭으로 플레이 할 수 있는 액션 어드벤쳐 게임이다. 플레이어는 선형적인 임무를 통해 게임을 진행한다. 미션 지역을 벗어나서, 플레이어는 자유롭게 오픈월드를 돌아다닐 수 있다. 게임상의 세계는 이전 시리즈보다 훨씬 큰 지역인 허구의 도시인 로스 산토스(Los Santos)와 도시의 외곽 지역인 산 안드레아스(San Andreas)로 구성되어있다. 게임을 시작 할 때는 컨텐츠들이 제한되어있지만, 이야기가 진행될수록 더 많은 게임플레이 컨텐츠가 해제된다.
플레이어는 근접공격, 총기 및 폭발물을 사용하여 적과 상대할 수 있다. 또한, 달리기, 점프, 수영 및 탈것을 이용해 세계를 돌아다닐 수도 있다. 전작인 그랜드 테프트 오토 IV보다 넓어진 맵 크기에 맞게 전작에는 없었던 고정익 항공기와 같은 탈것을 선보인다. 전투에서, 자동 조준과 엄폐 시스템은 적을 상대하는데에 도움이 된다. 플레이어가 피해를 입으면, 체력 바는 중간까지 서서히 차오른다. 플레이어의 체력이 모두 고갈되면, 플레이어는 근처의 병원에서 부활한다. 만약 플레이어가 범죄를 저지르면, 치안 조직은 플레이어를 수배하기 시작하며 해당 수배 레벨은 HUD에 표시되고, 별의 개수로 나타난다. (예를 들어, 최대 수준인 별 다섯개에서는 경찰 헬기와 NOOSE들이 파견되어 플레이어를 추적한다.) 치안 조직은 인근의 플레이어를 추적하며, 미니맵에 표시되는 해당 경찰관의 시야에서 사라지면 별이 깜빡이며 플레이어를 찾기위한 수색을 시작한다. 이 상태로 일정 시간이 지나면 수배 레벨은 사라진다.
싱글 플레이는 마이클 드 산타 (Michael De Santa), 트레버 필립스 (Trevor Philips), 프랭클린 클린턴 (Franklin Clinton)의 세명의 캐릭터를 조종할 수 있다. 일부 임무는 혼자서 진행하며, 두명 또는 세명이 진행하는 임무도 있다. 임무를 하고있지 않을때는 HUD를 사용해 언제든지 캐릭터를 바꿀 수 있다. 게임은 특정 목표를 달성하기 위해 캐릭터를 자동으로 전환 할 수 있다. HUD의 캐릭터 아바타는 위험에 빠져 도움이 필요하면 빨간색으로 깜빡이고, 사용할 수 있는 전략적인 이점이 있으면 흰색으로 깜빡인다. 플레이어는 3명의 주인공중 1명으로 임무를 완수하지만, 운전이나 컴퓨터 해킹과 같은 기술이 필요할땐 AI가 통제하는 공범의 도움을 필요로 할 때도 있다. 만약 공범이 성공적인 강도를 통해 살아남는다면, 해당 공범의 능력치가 상승하며 그가 받는 몫이 줄고, 다음 임무에서도 함께 할 수 있다. 은행 강도를 성공하는데는 여러 방법이 있는데, 플레이어는 은밀하게 민간인들을 제압시키거나 총기를 사용하는 것과 같이 눈에 띄는 방법으로 진행이 가능하다.
각 캐릭터는 사격이나 운전같은 특정 분야에서 사용할 수 있는 8가지 능력을 가지고 있다. 해당 능력은 게임플레이를 통해 향상되지만, 각 캐릭터는 기본적으로 (트레버의 비행 기술같은)전문 지식을 보유한 능력을 갖추고 있다. 여덟번째의 특별한 능력은 각각의 캐릭터의 고유한 능력이다. 마이클은 전투중 불릿타임(사격시 속도가 느려지는 능력)을 사용할 수 있고, 프랭클린은 운전 중 시간을 늦출 수 있으며, 트레버는 전투에서 더많은 데미지를 입히고 데미지를 받아도 피가 깎이지 않는 무적의 상태가 되는 능력을 보유하고 있다. 각 캐릭터의 고유 능력 수치는 능력을 사용하면 소모되고 플레이어가 능숙한 행동을 할 때 재생된다. (예를 들어, 프랭클린이 역주행 또는 드리프트를 하거나 마이클이 헤드샷을 하면 재생된다.)
게임을 플레이하는 동안 플레이어는 스쿠버 다이빙이나 낙하산을 이용한 베이스 점핑과 같은 활동에 참여할 수 있다. 각 캐릭터는 활동에 참가하고, 친구와 연락하고, 게임 내 인터넷에 접속하기 위한 스마트폰을 가지고 있다. 인터넷은 게임 내의 주식 시장에서 주식 거래를 할 수 있게 해준다. 플레이어는 차고를 구입하고 사업을 확장하며, 무기와 차량을 업그레이드 하고 자신만의 헤어스타일, 의상과 문신을 통해 개성을 드러낼 수 있다.
차량은 매우 많은 종류가 있는데, 게임 내 스마트폰으로 레전더리 모터스, 베니즈 등과 같은 사이트에서 구매할 수 있고, 가격이 어마어마한 자동차들이 넘쳐난다. 자동차들은 각자의 개성을 뽐내기 위한 스탯이 있다. 이 스탯이 자동차의 성능을 좌우한다. 이 스탯이 마음에 들지 않는다면, 로스 산토스 커스텀이나 배니즈에서 차량 개조를 통해 스탯을 올리고 외형을 바꿀 수 있다.
그리고, 총기는 여러가지가 있는데, 그랜드 테프트 오토 V 온라인을 계속 플레이 하다보면 총을 살때 쓴 돈보다 총알을 살때 쓴 돈이 많아지게 된다. (물론, 총기도 스탯이 존재하며 파츠를 부착하면 스탯을 올릴 수 있다.)
차량과 총기처럼 캐릭터도 스탯이 있다. 처음 그랜드 테프트 오토 V를 플레이 하게 된다면 스탯이 매우 낮지만 미션을 완수하고, 총을 쏘다 보면 스탯이 올라가게 된다. 스탯에 종류에는 기력, 힘, 사격, 은신 ,운전, 비행, HP가 있는데, 통계 창에서는 HP를 볼수가 없다. 그리고 싸이코 수치가 있는데, 이 싸이코 수치는 낮을수록 좋다. 사람을 죽이면 싸이코 수치가 올라가는데, 싸이코 수치가 일정량에 도달하게 되면 위험하다. 공개세션에서 싸이코 수치가 높은 플레이어는 죽이면 경험치를 많이 받기 때문에 플레이어들의 먹잇감이 될 확률이 높다.
아뮤네이션은 총기를 파는 상점인데, 주인 아저씨는 평소엔 일반적인 NPC역할을 하지만, 아뮤네이션의 문에 차를 박아서 가게 안으로 들어온다거나, 지명수배를 당하는 도중에 총기 상점에 들어오게 되면 주인 아저씨가 총기를 들고 플레이어를 공격한다.

## 줄거리
루덴도르프 북부양크턴에서 멋지게 은행털이에 성공한 마이클 타운리와 트레버 필립스, 브래드 스나이더는 은행을 점거한 경찰들까지 따돌리고 도망치던 도중 타고있던 차가 망가지는 비상사태를 맞닥뜨린다. 트레버와 브래드는 다른 방법을 알아보자고 했지만 이런 두사람과는 달리 그냥 계획대로 걸어서라도 원래 가기로 했던 헬기 탑승장으로 가자는 마이클. 바로 그 순간, 어떻게 알았는지 총격과 함께 경찰차가 나타났고 마이클과 브래드는 총알을 맞아 쓰러진다. 마이클은 근처에 숨어있던 트레버에게 먼저 가라고 소리쳤지만 트레버는 혼자서는 죽어도 못간다며 경찰들과 총격을 벌이며 부상당한 친구들을 엄호한다. 하지만 트레버 혼자 상대하기에는 경찰이 너무 많았고 일행들도 부상을 입어 같이 움직이기 힘든 상황. 결국 트레버는 애써 친구들을 외면하고 혼자 도망친다. 이후 마이클의 죽음과 브래드의 수감소식을 접한 트레버는 알라모 해 사막에서 은둔생활을 시작하게 된다.
9년 후, 로스산토스에서 정신과 상담을 받는 남자 제임스 드 산타. 그의 정체는 마이클이었다. 원래 마이클은 FIB(Federal Investigation Bureau) 지명수배 횟수가 가장 많을 정도로 악명 높은 범죄자였지만 그에겐 아내와 두 아이가 있었다. 멀쩡한 가족들을 두고 계속 범죄의 늪에서만 빠져살 수는 없는 노릇이었기에 형사와 짜고 비공식적인 증인보호프로그램을 써서 의도적인 은행강도를 벌인다음 도주하다가 죽은 것으로 위장해 은행에서 훔친 돈을 혼자 독차지한 것이다. 이렇게 모두를 속인후 가족들을 데리고 로스산토스(Los Santos)로 이주해 호화로운 대저택에서 살아가게 되지만 이때부터 마이클의 집은 콩가루가 되고 만다. 허구헌날 코치를 빙자한 다른 남자를 집에 끌어들여와 바람을 피우는 아내 아만다, 종일 방안에서 게임만 하는 게임폐인 아들 지미, 틈만 나면 남자들이랑 술마시는 포르노광 딸 트레이시까지. 그들은 말이 좋아서 가족일 뿐 서로의 인생을 갈라놓고 사는 남만도 못한 전형적인 핵가족이었다.
빈민가에서 태어나 자동차 압류일을 하던 흑인청년 프랭클린 클린턴은 시몬 예리티안의 지시로 차 한 대를 훔쳐서 가게로 가던 도중 한 백인 아저씨에게 범죄현장이 딱 걸리고 만다. 그는 다름 아닌 마이클이었고 프랭클린이 훔친 차는 그의 아들 지미가 산 차였던 것이다. 머리에 총구를 겨누는 마이클의 협박으로 인해 백주대낮에 차로 가게 유리창을 들이받아 깨부수고 해고당한 프랭클린. 갈곳이 없어지자 마이클을 다시 찾아온다. 신랄하게 협박을 늘어놓는 그의 카리스마에 반했기 때문이다. 그는 마이클을 보자마자 범죄스킬을 가르쳐달라며 졸랐고 처음에는 대학이나 가라며 콧방귀만 뀌던 마이클 역시 결국 설득당해서 범죄스킬을 가르치기 시작한다.
그러던 어느날, 집에 돌아온 마이클은 방안에서 아내와 밀회를 나누고 있던 테니스 코치를 목격했고 단단히 분노해 때마침 마이클 집에 놀러온 프랭클린을 데리고 테니스 코치를 쫓는다. 이후 테니스 코치가 있던 2층 발코니를 부숴버리고는 뿌듯해하며 집으로 돌아오는데 험악한 인상의 갱단들이 두사람의 트럭을 추격해오기 시작한다. 사실 그 집은 테니스 코치가 아닌 멕시코에서 악명높은 사업가 마틴 마드라조의 내연녀 나탈리아의 집이었고 이를 알게 된 마드라조는 발코니 수리비를 물어내라며 길길이 날뛰었다. 가족들 모르게 일을 처리하려던 마이클은 결국 9년만에 다시 범죄에 손을 대기로 결심했고 오래전 연락을 끊은 프로해커 레스터 크레스트에게 전화를 건다.
레스터의 도움으로 프랭클린과 보석상 절도를 멋지게 성공시키며 프랭클린과는 나이를 초월한 우정을 나누었고 발코니 수리비 문제도 해결되는가 싶었지만 또다른 문제가 터진다. 알라모 해 사막에서 로스산토스 보석상 절도사건뉴스를 보게 된 트레버가 마이클이 살아있다는걸 알게 된 것이다. 죽은 줄 알았던 마이클이 살아있는 걸 확인한 트레버는 분노하여 정보력을 총동원하여 마이클을 찾아내는데 성공해 그의 집에 들이닥쳐 한껏 분노를 드러냈고 마이클 역시 겉으로는 미안하다고 연신 사과를 하고 프랭클린까지 소개시켜줬지만 속으로는 그를 팽팽히 경계하고 있었다. 이렇게 가까워진 세사람에게 다가온것은 엄청난 범죄의 세계였다. FIB 요원 데이브 노튼과 스티브 헤인즈는 라이벌 기관 IAA(International Affairs Agency)를 견제하기 위한 일련의 작업들을 준비 중이었는데 이 작업들에 세사람을 끌어들인것이다.

## 출시 과정
2013년 9월 17일 플레이스테이션 3와 엑스박스 360 버전이 출시되었다.
이후 그래픽 및 성능 향상, 1인칭 시점, 기타 컨텐츠를 포함한 리마스터판이 발매되었다. 플레이스테이션 4, 엑스박스 원 버전은 2014년 11월 18일에 발매되었다. 마이크로소프트 윈도우 버전은 2015년 1월 27일에 스팀에 출시될 예정이었으나, 3월 24일로 연기되었다. 그러나, 또 다시 게임의 완성도를 이유로 출시가 4월 14일로 재차 늦어졌고,한국시간으로 2015년 4월 14일 오전 8시에 공개되었다.

## 평가

### 초판
그랜드 테프트 오토V는 비평가들로부터 큰 호평을 받았다. 플레이스테이션3 판은 메타크리틱에서 50개의 평가와 엑스박스360 판의 57개의 평가중 100점 만점에 97점을 기록했다. 메타크리틱 역대 5번째로 높은 점수를 기록했으며 비평가들은 복합적인 캐릭터 디자인과 임무 디자인 등을 호평했지만 일부 비평가들은 줄거리와 캐릭터의 퀄리티에 대한 점을 부족한 점으로 꼽았다. IGN의 Keza MacDonald는 "최고로 잘 만들어진 비디오 게임중 하나" 라고 평했으며 "세대를 정의"하고, "이례적일 정도로 우수하다"라고 평했다.
한글화에 대해서는 대체적인 호평을 이룬다. 번역의 질이 매우 높으며 일부 오역은 차세대 발매와 패치를 통해 수정되었다.

### 리마스터판
차세대 기기와 PC로 재출시된 그랜드 테프트 오토V는 초판과 유사한 호평을 받았다. 메타크리틱에선 PlayStation 4 버전에 대한 66개 리뷰, Xbox One 버전에 대한 14개 리뷰, 총 96개를 기준으로 100점 중 97점의 평균 점수를 기록했으며, PC판은 총 48개의 리뷰에서 96점의 평균 점수를 기록했다. 게임스팟의 Walton은 개선된 안티에일리어싱으로 인한 그래픽 향상으로 오픈 월드가 더욱 아름다워졌다고 평했다. 게임의 멀티 플레이에서 IGN의 Stapleton은 플레이어 수가 적고, 로비에서의 대기 시간이 길고, 서버 연결이 끊어지고, 가끔 충돌이 발생한다고 말하며 "멀티플레이어 만이라면 크게 추천하지는 않는다" 라고 했다.

### 긍정적 평가
그랜드 테프트 오토V는 게임 출판물에서 여러번 후보작이 되고, 수상받았다. 출시 전에는 2012 Spike Video Game Awards에서 가장 기대되는 게임을 수상받았다. 2013년 게임 오브 더 이어에서 160개, 전체비율의 약 30%를 수상하며 2위의 높은 성적을 거두었다.

## 그랜드 테프트 오토 온라인
싱글 플레이와 함께 개발된 그랜트 테프트 오토 온라인은 끊임없이 진화하는 세계에서 플레이 할 수 있는 싱글플레이와는 다른 별도의 경험으로 여겨졌다. 그랜드 테프트 오토 온라인은 30명의 플레이어까지 한 세션에 참여 할 수 있으며, 자유로운 게임 플레이를 통한 스토리 중심의 경쟁 또는 협동 모드를 플레이 할 수 있다. 컨텐츠 개발자 도구를 이용해 플레이어는 레이싱 트랙과, 데스매치 경기같은 사용자 지정을 통한 새로운 작업을 할 수 있다. 플레이어는 함께 작업을 완료하기 위해 조직이라고 불리는 팀에 참여하고, 자신만의 조직을 만들며 최대 5개의 조직까지 가입 할 수 있다.
그랜드 테프트 오토 온라인은 그랜드 테프트 오토 V의 출시 2주 후인 2013년 8월 1일에 출시되었다. 그랜드 테프트 오토 온라인의 출시 이후, 많은 플레이어들이 서버 문제와 게임을 로드중 발생하는 프리징 현상을 보고했다. 락스타 게임즈는 2013년 10월 5일에 기술적 패치를 배포했지만, 출시 두번째 주에도 일부 플레이어들의 캐릭터들이 사라지는 문제가 지속되었다. 이에 대응하여 10월 10일 또 다른 패치를 진행하고, 락스타 게임즈는 보상으로 게임 내 화폐 $500,000를 연결된 모든 계정에 지급했다.
다운로드 가능 컨텐츠는 무료 업데이트를 통해 그랜드 테프트 오토 온라인에 계속 추가된다. 2014년 7월 1일에 진행된 독립 기념일 업데이트와 같은 일부 업데이트는 해당 테마를 가진 새로운 게임 모드와 컨텐츠를 추가한다. 온라인 습격은 2015년 3월 10일에 업데이트되었는데, 사용자의 증가로 인한 기술적 문제를 겪었다. 게임의 PC 출시 직후, 일부 플레이어는 싱글 플레이에서 시야각 조절 모드와 화장모드(Cosmetic mods)를 사용해 그랜드 테프트 오토 온라인 이용 제한 조치가 취해졌다. 락스타는 공식 블로그에서 멀티플레이에서 싱글플레이 모드를 사용한 이유로는 누구도 제재를 하지 않았지만, 최근의 PC 업데이트가 그러한 모드를 사용하지 못하게 하는 "의도치 않은 효과"를 가지게 되었다고 말했다. 또한, 모드는 게임을 개조할 수 있는 권한이 없으며, 예기치 않은 기술적 문제와 불안정한 게임플레이를 초래할 수 있다고 밝혔다.

## 논란
이 게임은 폭력 묘사와 여성 묘사에 대한 여러 논쟁을 불러일으켰다. 임무는 심문 과정에서 인질에게 고문 도구들을 사용하게 만든다. 이는 정치인들과 고문을 반대하는 자선 단체들로부터 비판을 받았다. 또한, 이 게임은 여성들의 묘사에 대한 광범위한 온라인 토론의 대상이 되었으며, 게임스팟 기자인 Carolyn Petit은 리뷰에서 게임이 여성혐오적이라고 주장했다. Petit의 리뷰에 2만개 이상의 부정적인 댓글이 달린 후, 많은 비평가들은 게임 커뮤니티의 비평에 대한 방어적 성향에 대해 비탄했다. TV 유명인인 카렌 그라바노와 배우 린제이 로한은 게임에서 등장하는 캐릭터가 본인과 유사하다며 락스타게임즈에 대한 소송을 제기했지만, 후에 모두 기각되었다.